# Ерін Брокович

Брокович у 2019 році

Ерін Брокович-Елліс (англ. Erin Brockovich-Ellis, уроджена Ерін Л. Е. Петті (Pattee), нар. 22 червня 1960) — американська активістка захисту навколишнього середовища та прав споживачів, що попри відсутність юридичної освіти зіграла важливу роль у справі проти газового гіганта Pacific Gas and Electric Company (PG&E) в Каліфорнії (1993). Її успішний позов і судовий процес екранізовано в оскароносному фільмі Ерін Брокович (2000) з Джулією Робертс. Відтоді Брокович стала медіаперсоною, телеведучою власних програм: Challenge America with Erin Brockovich на та Final Justice. Нині президент консалтингової фірми Brockovich Research & Consulting, а також юрисконсультка у нью-йоркській фірмі Weitz & Luxenberg, що займається позовами про пошкодження азбестом, та Shine Lawyers у Австралії.

## Життєпис
Ерін Петті народилася в Лоуренсі, штат Канзас, 22 червня 1960 року в родині журналістки Сінді Аш. (Cindy H., уродж. О'Ніл, 1923—2008) та промислового інженера Френка Патті (1924—2011) останньою з чотирьох дітей (Френк, Томас (1954—1992) сестра Джоді). У молодості[коли?] отримала діагноз дислексії і вчилась не дуже добре. Закінчивши середню школу Лоуренса в 1978, відвідувала Канзаський державний університет, звідки перейшла до коледжу міс Уейд з мерчендайзингу моди (нині Уейд-коледж) в Далласі, Техас, де в 1980 році закінчила аспірантуру з прикладних мистецтв.
Після здобуття ступеня переїхала з подругою[якою?] в Ньюпорт-Біч, штат Каліфорнія, де кілька місяців працювала стажисткою з менеджменту в Kmart. В 1981 році виграла конкурс краси Міс Тихоокеанського узбережжя і залишила конкурс після перемоги. В цей час познайомилася з Шоном Брауном, з яким одружилася у квітні 1982. Разом з ним кілька років подорожувала країною, протягом яких народила двох дітей, Метью і Кеті. Розлучилася в 1987 році.
Щоб утримувати дітей, мати-одиначка працювала брокеркою в брокерській фірмі в Рено, штат Невада. Там зустріла Стіва Брокович, з яким одружилася в 1989, але через рік розлучилася, тоді й дізналася, що вагітна третьою дитиною, Елізабет.
Брокович одружилася з третім чоловіком Еріком Еллісом у 1999 році. Позов на розлучення тривав більше десяти років.

## Правозахист населення Гінклі
Незабаром після розлучення Брокович потрапила в серйозну автоаварію, через яку вимушена оперувати шию. Потім переїхала в Лос-Анджелес долину Сан-Фернандо, де найняла юридичну фірму Masry & Vititoe представляти себе в справі про нещасний випадок. Брокович врешті отримала невелике відшкодування.
З 1992 виконує канцелярську роботу у фірмі Еда Масрі. Одного разу під час подачі документів у справі про нерухомість за участю енергетичного гіганта Pasific Gas and Electric Company (PG&E) Брокович зауважила, що документи включали зразки крові. Вона взялася розбиратися в питанні і вирушила до каліфорнійського пустельного міста Гінклі, де розміщена компресорна станція 1952-го року будівництва, що є частиною газопроводу до затоки Сан-Франциско. В ході відвідин Брокович виявила докази, що зв'язують цілий ряд поширених у цій місцевості захворювань (серед яких рак) з високим рівнем шестивалентного хрому, виявленого в питній воді. Коли забруднення простежили до компресорної станції PG&E в Гінклі, більше шести сотень жителів міста найняли Masry & Vititoe в 1993, щоб представляти їх. За матеріалами суду, PG&E знали про викиди і намагалася приховати забруднення. Між 1952 та 1966 PG&E використовували хром для охолодження баштової системи, щоб подолати корозію. Використана вода скидалася в невідгороджені ставки на території завожу, частина просочувалася у грунтові води, впливаючи на територію близько 2 кілометрів навколо. Служба регіонального контролю якості води взяла ділянку під контроль у 1968.
Справа Anderson, et al. v. Pacific Gas & Electric була врегульована в 1996 за 333 млн доларів, найбільшу суму врегулювання[уточнити термін] в позові прямої дії в історії США. Фірма Masry & Vititoe, юристкою якої була Брокович, отримала 133.6 мільйонів з цієї суми, а сама Брокович за доведення справи до суду отримала 2,5 мільйона доларів. Завдяки її зусиллям сотні людей отримали компенсації.
Дослідження Каліфорнійського реєстру раку у 2010 виявило «нічим не примітні показники раку в Хінклі з 1988 по 2008». Епідеміолог дослідження сказав, що 196 випадків раку, виявлені з 1996 по 2008, — це менше, ніж можна було очікувати з демографією та місцевими показниками раку.
Станом на  2016, середні рівні шестивалентного хрому у Гінклі були 1.19 ppb, пікові — 3.09 ppb. Для порівняння, на компресорній PG&E у Топок (Арізона) в середньому 7.8 ppb, а пік 31.8.

## Екранізація
Розголос боротьби Брокович із газовим гігантом привернув увагу продюсерської компанії Денні ДеВіто Jersey Films, яка купила права на історію Брокович в 1995 році.
Історія Ерін Брокович лягла в основу сюжету фільму Стівена Содерберга Ерін Брокович (2000), де її грає Джулія Робертс. Стрічка має 5 номінацій на Оскар: за найкращу жіночу роль (Робертс), за жіночу роль другого плану, режисуру, фільм та оригінальний сценарій. Брокович з'явилась у стрічці в камео офіціантки на ім'я Джулія. Успіх фільму зробив Брокович знаменитою.

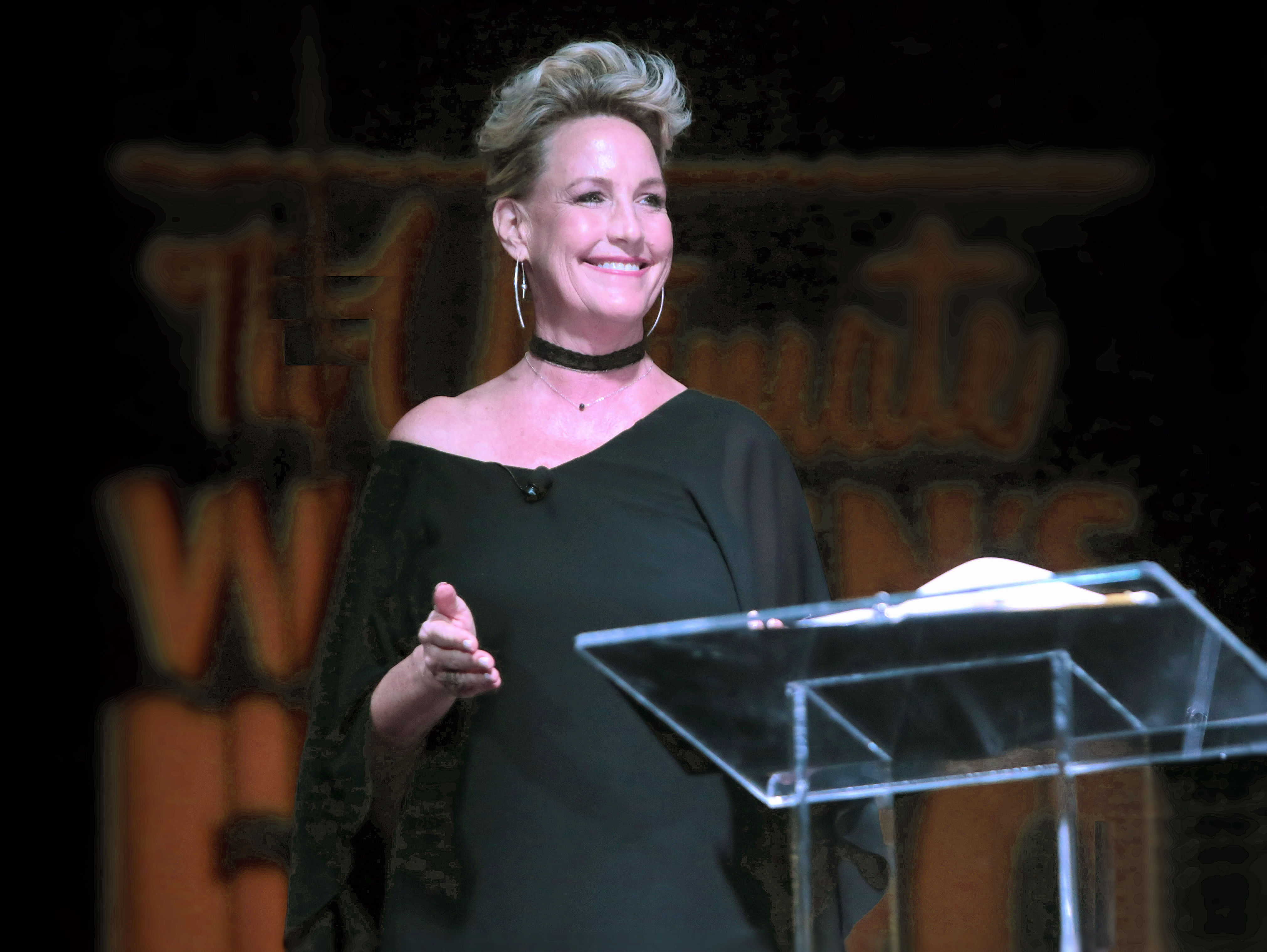
Виступ на Arizona Ultimate Women's Expo, Фенікс, Арізона, 2016

## Просвітницька та правозахисна діяльність
Успіх екранізації процесу в Хінклі Брокович використала для розшарення захисту прав споживачів та навколишнього середовища. У 2001 опублікувала книгу «Візьми мене: життя», «Боротьба, але ти можеш перемогти»[уточнити], що стала бестселером «Нью-Йорк Таймс», була ведучою серіалу «Випробуймо Америку з Ерін Брокович» (Challenge America with Erin Brockovich) на каналі ABC та «Остаточне правосуддя» (Final Justice) на Zone Reality. Подорожуючи з міжнародним циклом лекцій, стала затребуваною доповідачкою, була однією з основних фігур документальної стрічки «Останній дзвінок в Оазис» (2012) про дослідження впливу виснаження світових водних ресурсів. Знялася в близько 40 стрічках та передачах.
Брокович брала участь в численних успішних судових процесах проти забруднювачів навколишнього середовища, а також у процесах за участю автомобілів, фармацевтичних препаратів і медичних виробів. Вона є президентом Brockovich Research & Consulting і в партнерстві з Google розробляє краудсорсингову карту для відстеження можливих небезпек для навколишнього середовища у світі.